# Steib Metallbau
 (février 2025).

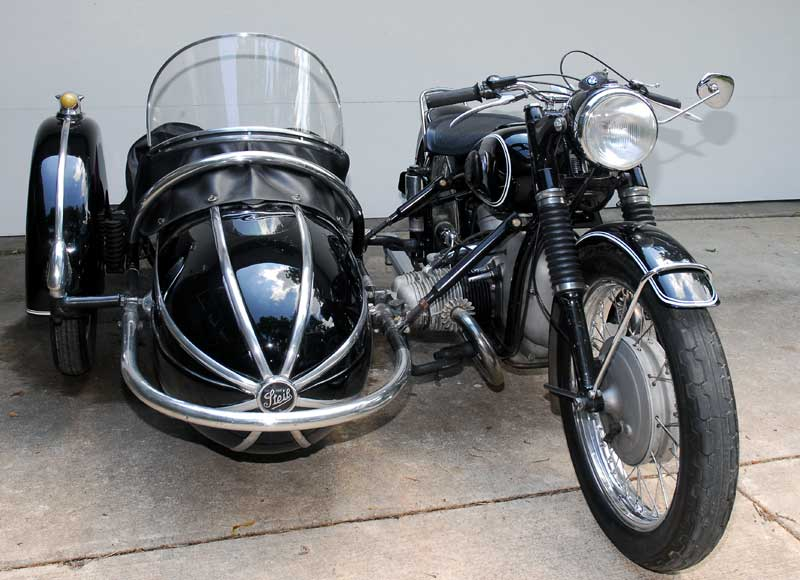
Une moto BMW R68 de 1954 avec un side-car Steib Type S 501 de 1951

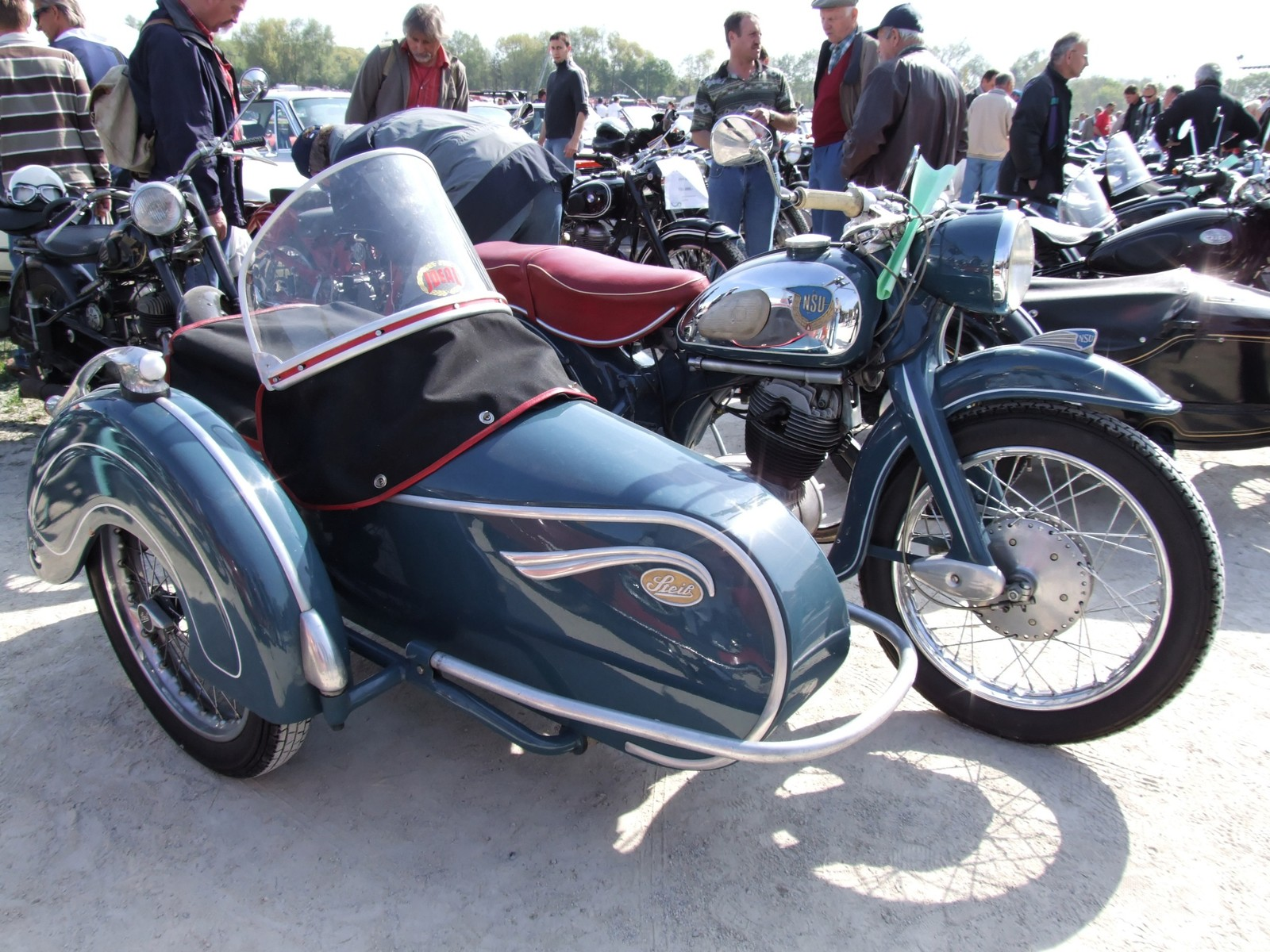
Une moto NSU Max des années 1950 avec un side-car Steib Type LS 200

Steib Metallbau, plus tard connu sous le nom de Josef Steib Spezialfabrik für Seitenwagen, était une entreprise de Nuremberg en Allemagne qui fabriquait des side-cars. L'entreprise a été fondée en 1914 par Josef Steib Senior, elle a commencé à produire des side-cars en 1928 après avoir reçu une commande du fabricant de motos Ardie. L'entreprise a fermé ses portes en 1957.
L'entreprise a atteint son apogée dans les années 1950, lorsqu'elle affirmait fabriquer 92 % de tous les side-cars vendus en Allemagne, et ses side-cars étaient le modèle standard proposé avec les motos BMW.
La gamme de produits comprenait une variété de modèles, dont le LS 200 pour les motos jusqu'à 200 cc (12 cu in), le LS 350 pour les motos de 250 cc (15 cu in) à 350 cc (21 cu in), ainsi que le S 500 L et le TR-500 pour les motos de plus de 500 cc (31 cu in), parmi les plus courants. Des répliques de ces modèles sont encore fabriquées aujourd'hui.